# 鰐淵俊之
鰐淵 俊之 （わにぶち としゆき、1936年11月1日 - 2005年3月28日）は、日本の政治家。元衆議院議員（1期）、元釧路市長（5期）。

## 略歴
- 1936年 北海道釧路市に生まれる。
- 釧路湖陵高校を経て、北海道大学獣医学部を卒業。恵迪寮OB。
- 1961年に釧路市役所入り。
- 1969年の釧路市議会議員選挙で初当選して1期務めた後、1973年の釧路市長選挙に出馬するも当時の革新自治体の雄・山口哲夫に惜敗。
- 1977年に再度の釧路市長選挙で初当選。以後5期連続当選。
- 市長在任中は「快適都市」を標榜し、工場誘致条例を廃止し福祉重視の山口哲夫革新市政時代に立ち遅れていた、道路舗装、下水道整備、木造校舎の鉄筋化、地区会館の増設など都市インフラ整備のスピードアップに尽力した。
- ラムサール条約会議を釧路湿原で名高い釧路に誘致、また全国初の一部事務組合方式による釧路公立大学（国立道東医科大学誘致断念後、市立大学設置を模索し国内初の一部事務組合方式による大学）の開設などで知られる。
- 5期目の任期途中の1996年、新進党比例北海道ブロックの1位候補として衆議院議員に初当選。
- 1998年1月 小沢一郎が結成した自由党に北海道の現職議員として唯一参加。
- 2000年4月 自由党が連立政権から離脱すると、連立維持派は離党して保守党を結成。このときは自由党に残留し、小沢一郎、藤井裕久らの連立離脱派と行動を共にするが、同年の総選挙では北海道13区では自民党現職北村直人や民主党新人仲野博子に後塵を拝し、比例北海道ブロックでも自由党が獲得議席0に終わり落選。政界を引退。
- 2004年9月には釧路市名誉市民第一号となる。
- 2005年3月28日、肺腺がんにより死去。享年68。